# كريستيان تامايو
كريستيان تامايو (بالإسبانية: Cristian Tamayo) هو دراج كولومبي، ولد في 21 مارس 1991.

## وصلات خارجية
- كريستيان تامايو على موقع الاتحاد الدولي للدراجات (الإنجليزية)
- كريستيان تامايو على موقع أرشيف الدراجات (الإنجليزية)
- كريستيان تامايو على موقع إحصائيات الدراجات الإحترافية (الإنجليزية)
- كريستيان تامايو على موقع نسبة الدراجات (الإنجليزية)